# Булдак
Булда́к (рос. Булдак) — село у складі Половинського округу Курганської області, Росія.
Населення — 226 осіб (2010, 400 у 2002).
Національний склад станом на 2002 рік:
- росіяни — 89 %